# Khu phức hợp carbonatite Siilinjärvi

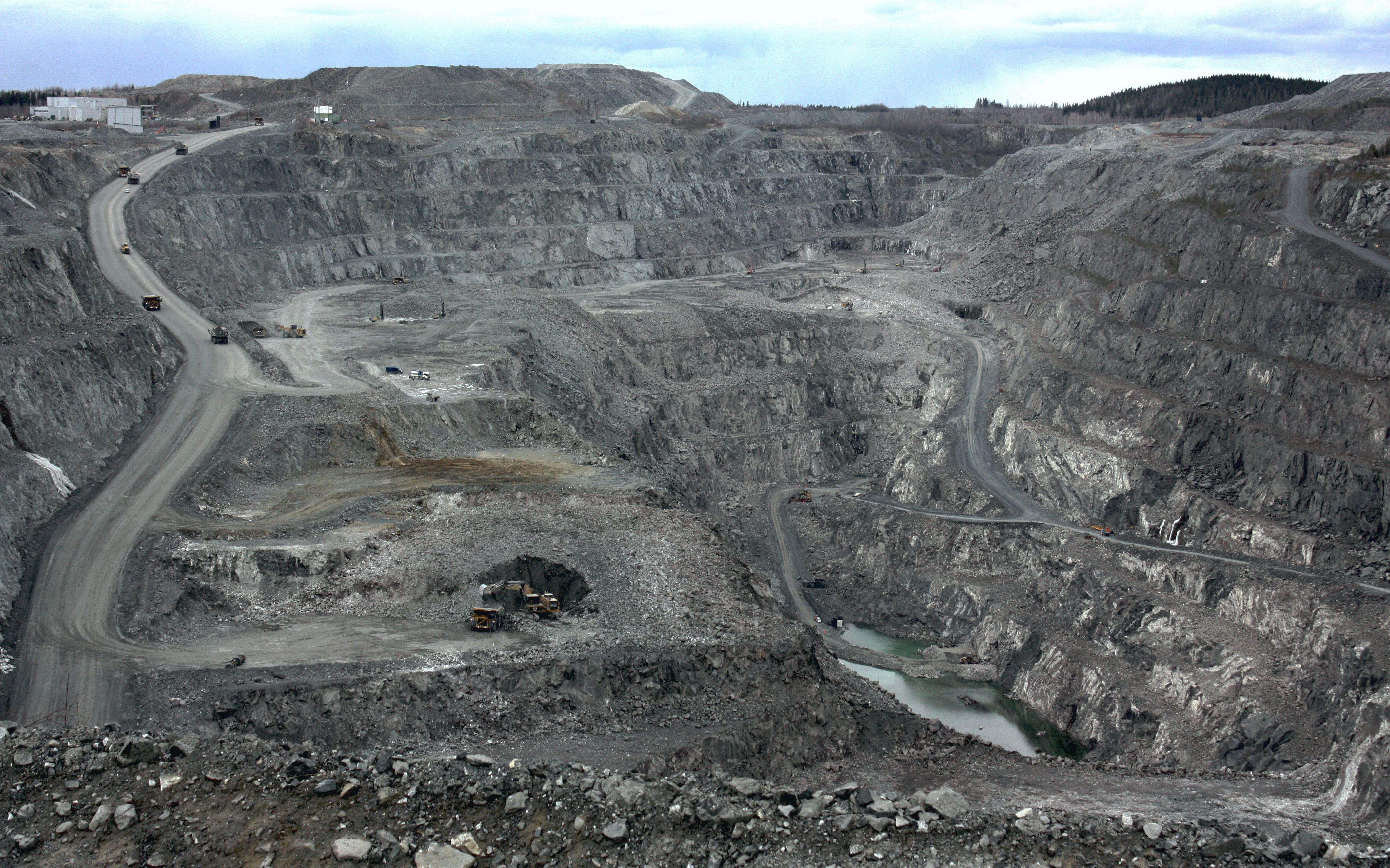
Hố chính Särkijärvi nhìn từ đầu phía nam của mỏ vào tháng 4 năm 2016.

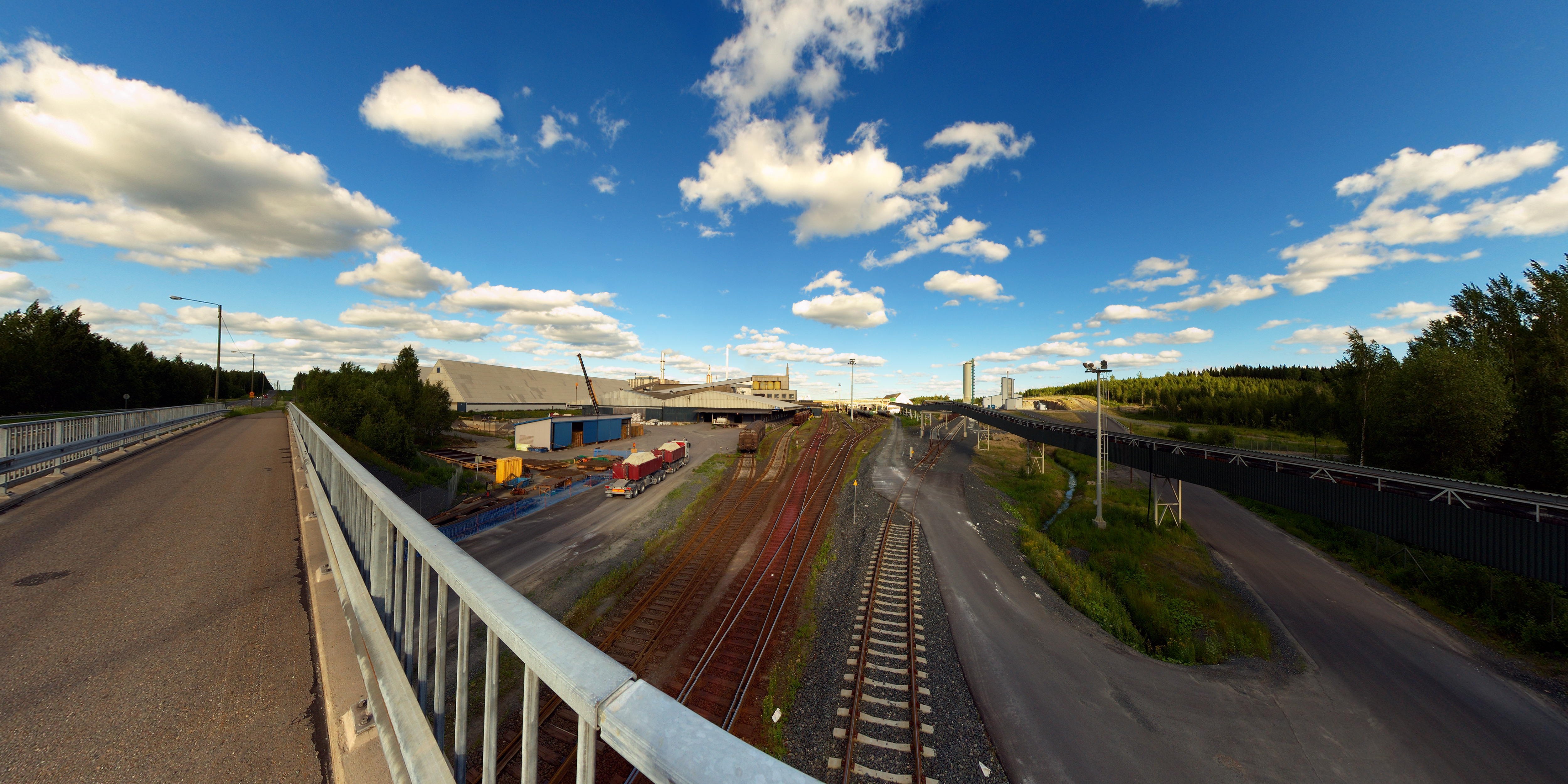
Nhà máy phân bón gần mỏ.

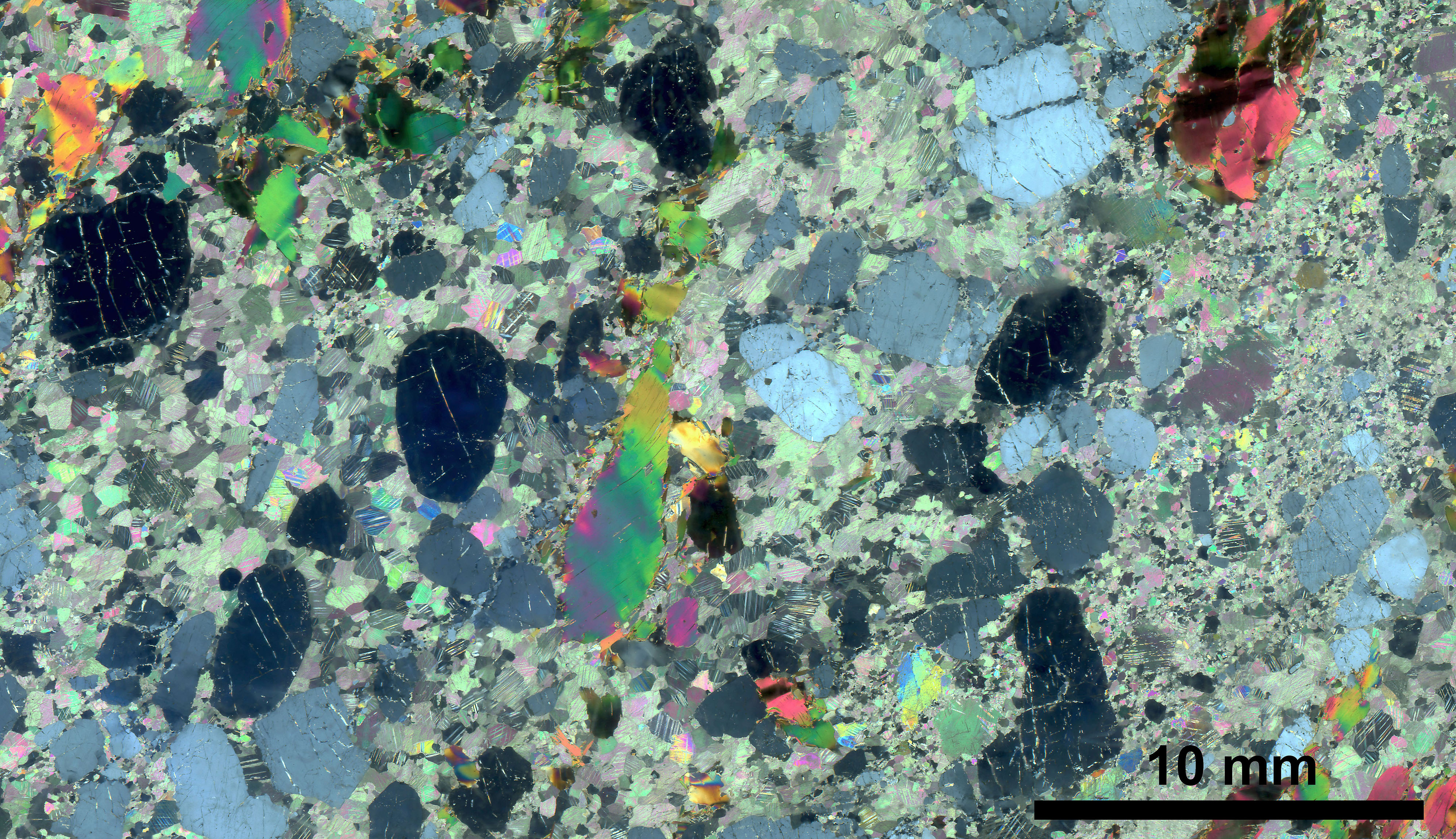
Phần mỏng của carbonatit giàu apatit trong ánh sáng truyền qua ánh sáng phân cực chéo.

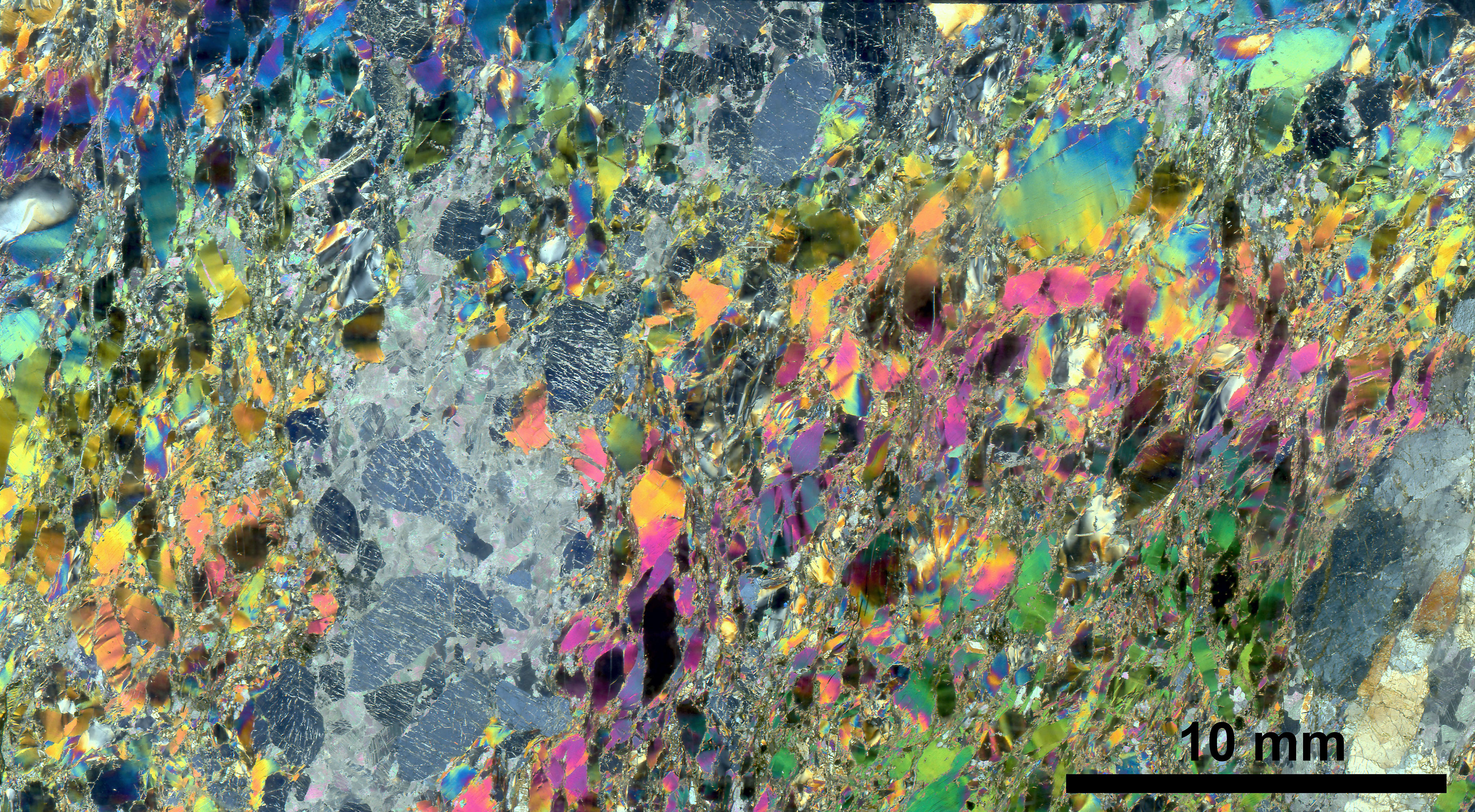
Phần mỏng của glimmerit giàu apatit trong ánh sáng truyền qua ánh phân cực chéo.

Khu phức hợp carbonatite Siilinjärvi nằm ở trung tâm Phần Lan gần thành phố Kuopio. Nó được đặt theo tên của ngôi làng Siilinjärvi gần đó, nằm khoảng 5   km về phía tây của phần mở rộng phía nam của khu phức hợp. Siilinjärvi là phức hợp carbonatite lớn thứ hai ở Phần Lan sau sự hình thành của Sokli và là một trong những carbonatite lâu đời nhất trên Trái đất ở 2610 ± 4 Ma. Phức hợp carbonatite bao gồm khoảng 16   km dài dốc đứng thân lenticular bao quanh bởi gneiss granit. Chiều rộng tối đa của khu này là 1,5 km và diện tích bề mặt là 14,7 km 2. Khu phức hợp này được phát hiện vào năm 1950 bởi Cơ quan Khảo sát Địa chất Phần Lan với sự giúp đỡ của các nhà sưu tập khoáng sản địa phương. Việc khoan thăm dò bắt đầu vào năm 1958 bởi Lohjan Kalkkitehdas Oy. Typpi Oy tiếp tục khoan trong khoảng thời gian từ năm 1964 đến 1967 và Apatiitti Oy đã khoan từ năm 1967 đến năm 1968. Sau khi khoan, phòng thí nghiệm và nhà máy thí điểm đã được thực hiện. Mỏ này được Kemira Oyj khai trương vào năm 1979 như một hố mở. Các hoạt động khai thác đã được bán cho Yara thực hiện vào năm 2007 
Mỏ apatit Siilinjärvi là mỏ mở lớn nhất ở Phần Lan. Hiện tại mỏ gồm hai hố; phía nam Särkijärvi lớn hơn và hố vệ tinh Saarinen phía bắc nhỏ hơn. Hố Särkijärvi sâu khoảng 250 m, với chiều cao băng ghế là 28 m. Hố Saarinen nằm ở vị trí 5   km về phía bắc của hố Särkijärvi chính.
Tốc độ nổ tổng thể tại mỏ là 600 kt mỗi tuần, 450 kt từ hố Särkijärvi và 150 kt từ hố Saarinen. Hầu như tất cả các loại đá glimmerite - đá carbonatite là đá cấp quặng; các đá fenite và xuyên suốt diabaz là đá thải. Tuy nhiên, có một số mạch carbonatit nghèo apatit muộn và một số khối carbonatite-glimmerite nhất định với <0,5 wt-% P2O5. Lý do tại sao những đá này là các đá cằn cỗi của apatit vẫn chưa được biết, nhưng nó có thể liên quan đến sự biến chất của đất đá và dòng chảy chất lỏng.